# Comuna Românești, Iași
Românești este o comună în județul Iași, Moldova, România, formată din satele Avântu, Românești (reședința) și Ursoaia.

## Așezare
Comuna se află în centrul județului și este străbătută de șoseaua județeană DJ282D, care o leagă spre nord de Movileni și spre sud de Podu Iloaiei. Prin comună trece și calea ferată Lețcani-Dorohoi, pe care este deservită de halta de călători Movileni.

## Demografie
Componența etnică a comunei Românești
     Români (93,37%)
     Alte etnii (0,13%)
     Necunoscută (6,5%)
Componența confesională a comunei Românești
     Ortodocși (92,78%)
     Alte religii (0,46%)
     Necunoscută (6,76%)
Conform recensământului efectuat în 2021, populația comunei Românești se ridică la 1.524 de locuitori, în scădere față de recensământul anterior din 2011, când fuseseră înregistrați 1.908 locuitori. Majoritatea locuitorilor sunt români (93,37%), iar pentru 6,5% nu se cunoaște apartenența etnică. Din punct de vedere confesional, majoritatea locuitorilor sunt ortodocși (92,78%), iar pentru 6,76% nu se cunoaște apartenența confesională.

## Politică și administrație
Comuna Românești este administrată de un primar și un consiliu local compus din 11 consilieri. Primarul, Ioan Stegariu[*], de la Partidul Național Liberal, este în funcție din 2016. Începând cu alegerile locale din 2024, consiliul local are următoarea componență pe partide politice:
|  | Partid                          | Consilieri | Componența Consiliului | Componența Consiliului | Componența Consiliului | Componența Consiliului | Componența Consiliului | Componența Consiliului | Componența Consiliului |
|  | ------------------------------- | ---------- | ---------------------- | ---------------------- | ---------------------- | ---------------------- | ---------------------- | ---------------------- | ---------------------- |
|  | Partidul Național Liberal       | 7          |                        |                        |                        |                        |                        |                        |                        |
|  | Partidul Social Democrat        | 3          |                        |                        |                        |                        |                        |                        |                        |
|  | Alianța pentru Unirea Românilor | 1          |                        |                        |                        |                        |                        |                        |                        |

## Istorie
La sfârșitul secolului al XIX-lea, comuna nu exista, satul Românești făcând parte din comuna Movileni. În 1931, satul Românești este consemnat în comuna Podu Iloaiei, împreună cu celelalte două sate ale comunei actuale, apărute între timp, și de satul Buțuluc.
În 1968, comuna era deja înființată pe teritoriul raionului Hârlău din regiunea Iași. Atunci, ea a trecut la județul Iași, iar satul Buțuluc a fost desființat și inclus în satul Românești.

## Monumente istorice
Singurul obiectiv din comuna Românești inclus în lista monumentelor istorice din județul Iași ca obiectiv de interes local este situl arheologic din punctul „Prosia”, aflat la 500 m sud de satul Avântu, pe partea vestică a căii ferate. El cuprinde așezări din neoliticul târziu (cultura Starčevo-Criș), Epoca Bronzului târziu (cultura Noua), perioada Halstatt, secolul al IV-lea e.n. (epoca daco-romană), epoca migrațiilor și din Evul Mediu.